# Mewat
Mewat är ett distrikt i Indien.   Det ligger i delstaten Haryana, i den norra delen av landet, 70 km söder om huvudstaden New Delhi.